# トーマス・ライト (版画家)
トーマス・ライト（George Thomas Wright、1792年3月2日 - 1849年3月30日）は、イギリスの版画家、肖像画家。

## 生涯
ライトは1792年3月2日にバーミンガムで生まれた。ヘンリー・マイヤーの見習いを務め、ウィリアム・トーマス・フライの助手として4年間働いた後、1817年頃にスティップル・エングレーヴィング（stipple engraving 点刻彫版法）の版画家として独立し、鉛筆画や細密画で肖像画を描く仕事を始めた。ライトは同じ肖像画家のジョージ・ドー(George Dawe)と知り合いとなり、その妹と結婚して1822年にロシア帝国に移住し、サンクトペテルブルクに滞在した。彼のギャラリーでロシアの将軍の肖像画などを制作した。当時の国王だったアレクサンドル1世やその家族のプレート制作などにより、ロイヤルファミリーの証であるダイヤモンドの指輪や金メダルを授与される。

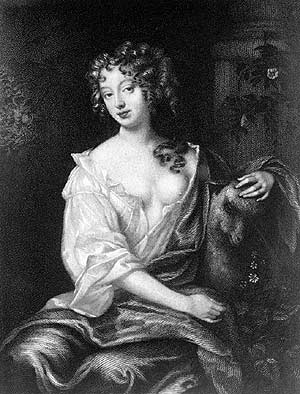
ネル・グウィン（1650– 1687）

ライトは、1826年にイギリスに戻り、翌年からの4年間彼の代表作となる夫人のアンナ・ジェイムソンの「チャールズ2世の宮廷女性The Beauties of the Court of Charles the Second」のプレート制作に雇われた。エドモンド・ロッジのフォリオ版「肖像画」プレートにも関わった。1830年に再びロシアに行き、15年間皇帝の後援の下で働いた。そこで自分で描いて版画にした「Les Contemporains Russes：ロシアの同時代人」というタイトルの一連の肖像画を発表した。後にサンクトペテルブルクを再度離れる際に、ライトは彼のコレクションであった約300枚をエルミタージュ美術館に寄贈した。彼は1849年3月30日にロンドンのハノーバースクエアのジョージストリートで亡くなった｡

## 作品
- ジェイムソン夫人（アンナ）の著書『チャールズ2世の宮廷女性』に掲載された20（+1）枚の肖像画の内7枚。
- 『ロンドン動物学会の動物庭園The Gardens and Menagerie of the Zoological Society Delineated : Vol. 1-2』